# Vier Linden (Bad Kreuzen)

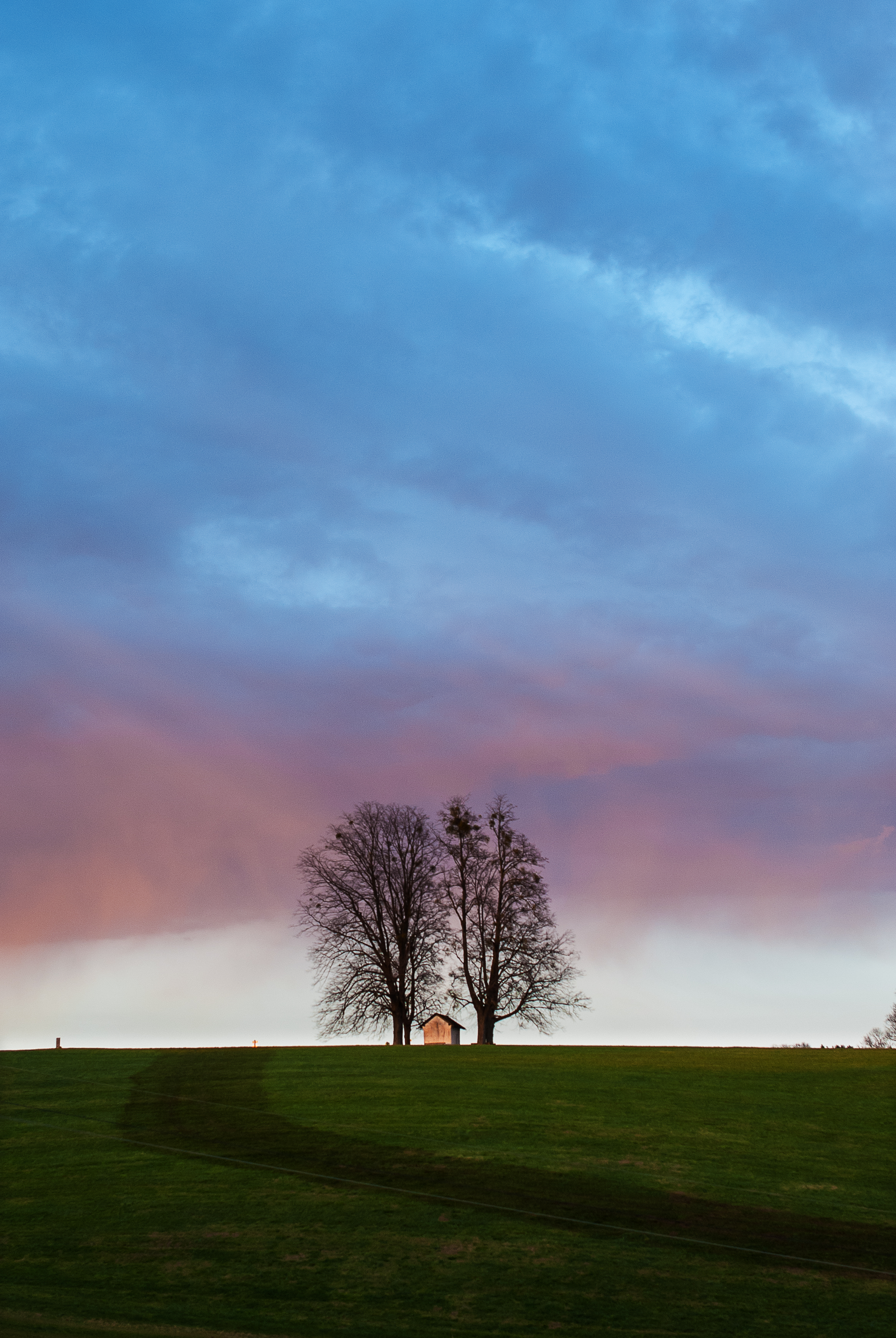
Die Linden mit der Kapelle

Beim Naturdenkmal Vier Linden bei der Maria-Hilf-Kapelle in Bad Kreuzen handelt es sich um eine Baumgruppe, bestehend aus vier Winterlinden (Tilia cordata).

## Beschreibung
Die Baumgruppe umgibt die Maria Hilf-Kapelle und befindet sich im nördlichen Zentrum des Ortes, etwa zweihundert Meter vom Kurhaus bzw. Friedhof. Kapelle und Baumgruppe befinden sich an einem wesentlichen Aussichtspunkt, von wo der Blick über das nördliche Alpenvorland reicht. Die Schutzwürdigkeit ergibt sich aus dem besonderen Gepräge, das sie dem Landschaftsbild verleiht.